# Quemú Quemú
Quemú Quemú es una localidad argentina ubicada al noreste de la provincia de La Pampa. Es la localidad cabecera del departamento homónimo. Su zona rural se extiende también sobre el departamento Maracó.

## Distancias
Dista 130 km de Santa Rosa —capital pampeana— y 560 km de la ciudad de Buenos Aires —capital federal—. Por vía terrestre está comunicada con el resto del país por la asfaltada ruta provincial 1, que empalma con las nacionales RN 5 y RN 188, y por el ferrocarril con el puerto de Bahía Blanca a través de formaciones de carga de Ferroexpreso Pampeano.

## Población
Contó con 3714 habitantes (Indec, 2010), lo que representó un incremento del 3,8 % frente a los 3577 habitantes (Indec, 2001) del censo anterior.
El censo nacional 2022 arrojó 4176 habitantes y 1734 viviendas.
| Gráfica de evolución demográfica de Quemú Quemú entre 1991 y 2022 |
|                                                                   |
| Fuente: Censos nacionales del INDEC                               |

## Clima
Localidad ubicada al oeste de la llamada Pampa Húmeda Argentina, posee un clima con dos regímenes de lluvias: 

### Hemiciclo húmedo
Permite mantener la humedad en el suelo arenoso y rico en humus y minerales, lo que posibilita desarrollar una intensa actividad agrícola-ganadera, base de la economía en estos lugares; que se desarrolló entre 1870 y 1920

### Hemiciclo seco
Transcurrió entre 1920 y 1970, corriendo las isohietas más secas al este, unos 300 km, provocando desastres sociales y económicos de grave envergadura, con lamentadas migraciones masivas de pueblos. Actualmente se ha vuelto al Húmedo, desconociéndose a ciencia cierta su terminación (probablemente hacia 2020, con las consecuencias que la tecnología agropecuaria intentará remediar.

## Historia
Fundada el 26 de julio de 1908.
El origen de esta población fue en circunstancias comunes al surgimiento de muchos pueblos. Las tierras se fueron fraccionando. Grandes estancias, colonias, pequeñas chacras, un ´boliche´, un caserío, el ferrocarril, fueron en ese orden las distintas etapas que concibieron y engendraron una localidad.
La existencia de agua pura y a poca profundidad, fue motivo convocante y en determinado momento de las circunstancias maduraron como para crear un centro urbano. En forma paulatina aparecieron ranchos de adobe y chapa, y también empezó a florecer la economía agropecuaria, favorecidas por las cualidades del suelo.

## Festejos
El 26 de julio de 2008 Quemú Quemú cumplió sus 100 años y se festejaron con la inauguración de un nuevo monumento además del ya creado Monumento a John Kennedy. Este nuevo monumento cuenta con ocho columnas que representan a cada una de las colectividades que llegaron a este pueblo.

## Periodismo
- Radio FM 95.1 "La Radio"
- Canal 6 comunitario quemuense.

## Parroquias de la Iglesia católica en Quemú Quemú
| Diócesis  | Santa Rosa en Argentina |
| --------- | ----------------------- |
| Parroquia | San José                |